# Cosmopolitan

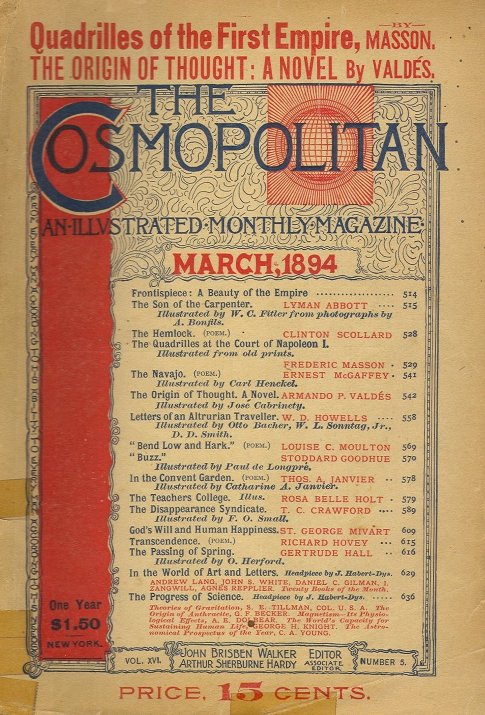
Cosmopolitan, mars 1894

Cosmopolitan är en amerikansk tidskrift riktad till kvinnor mellan 20 och 30 år. Den skriver huvudsakligen om relationer, sex, skönhet och mode. Tidskriften ges ut av Hearst Communications. Cosmopolitan grundades 1886, och fick sin nuvarande utformning under 1960-talet. Helen Gurley Brown var chefredaktör för tidningen under 32 år.
Utöver den amerikanska utgåvan finns ett antal nationella utgåvor i olika länder.

## Svenska utgåvan
Cosmopolitan utkom i mars 2001 med sitt första nummer i Sverige. 2009 togs den svenska licensen över av LRF Media. I december 2012 lades svenska Cosmopolitan ner på grund av minskande upplaga och bristande lönsamhet. 2015 återuppstod en svensk webbversion av tidningen.

## Chefredaktörer
- Frank P. Smith (1886–1888)
- E. D. Walker (1888)
- John Brisben Walker (1889–1905)
- Bailey Millard (1905–1907)
- S. S. Chamberlain (1907–1908)
- C. P. Narcross (1908–1913)
- Sewell Haggard (1914)
- Edgar Grant Sisson (1914–1917)
- Douglas Z. Doty (1917–1918)
- Ray Long (1918–1931)
- Harry Payne Burton (1931–1942)
- Frances Whiting (1942–1945)
- Arthur Gordon (1946–1948)
- Herbert R. Mayes (1948–1951)
- John J. O'Connell (1951–1959)
- Robert Atherton (1959–1965)
- Helen Gurley Brown (1965–1997)
- Bonnie Fuller (1997–1998)
- Kate White (1998–2012)
- Joanna Coles (2012–2016)
- Michele Promaulayko (2016–)